# Bessan
Bessan – miejscowość i gmina we Francji, w regionie Oksytania, w departamencie Hérault.
Według danych na rok 1990 gminę zamieszkiwało 3356 osób, a gęstość zaludnienia wynosiła 121 osób/km² (wśród 1545 gmin Langwedocji-Roussillon Bessan plasuje się na 109. miejscu pod względem liczby ludności, natomiast pod względem powierzchni na miejscu 233.).

## Współpraca
Miejscowość partnerska:
- Remich, Luksemburg